# تحلل غاما
تحلل غاما هو تحلل فيزيائي لا يتغير نوع العنصر، فالنواة تحتفظ بنفس الأعداد الأصلية من بروتونات ونيوترونات، وكل ما في الأمر أنها تهبط من حالة إثارة إلى حالة أقل إثارة عن طريق إصدار فوتون من أشعة غاما، وتستمر عملية الهبوط من حالة إثارة إلى أخرى مع إصدار فوتون من أشعة غاما في كل مرة حتى تصل إلى الحالة القاعية وتصبح مستقرة. والعنصر لا يتغير في هذه العملية إلا أنه يفقد الطاقة الزائدة.
وهناك التحلل الداخلي، حيث تمتص النواة واحدا من الإلكترونات المدارية الداخلية في الذرة ويتحول أحد البروتونات في النواة إلى نيوترون، وبذلك تتغير الذرة إلى عنصر آخر حيث يقص عدد البروتونات بمقدار 1 ويزداد عدد النيوترونات بمقدار 1 وبهذا لا تتغير الكتلة الذرية ولكن يتغير العدد الذري (عدد البروتونات)، ويصاحب تلك العملية التي تسمى" اصتياد K "إصدار الطاقة الزائدة في هيئة فوتون من أشعة إكس.